# Firewire

6- och 4-pin Firewire 400-kontakter

IEEE 1394c använder kablage i Ethernet-stil

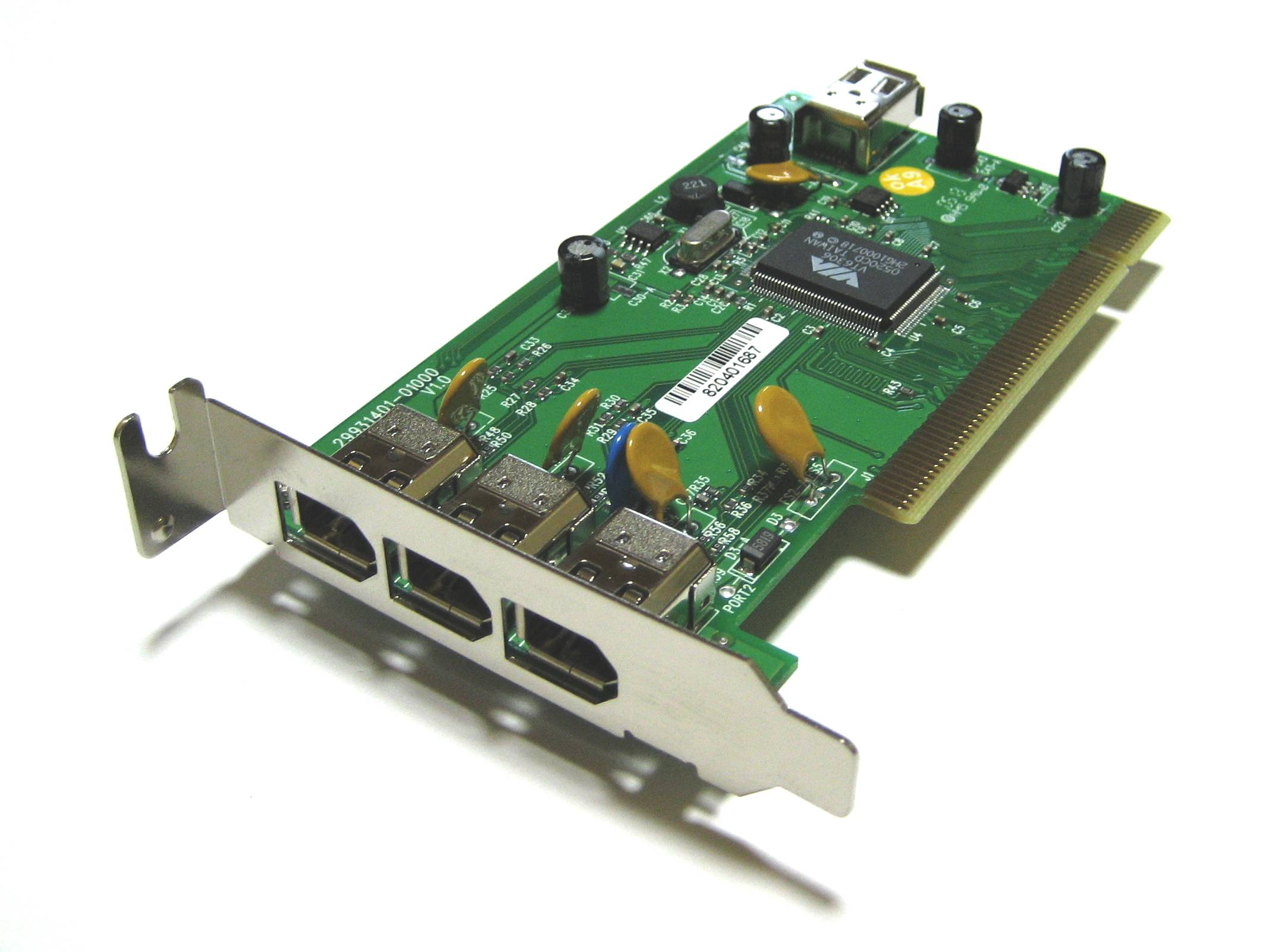
PCI-anslutet Firewire-kort med 4 portar varav en intern sådan

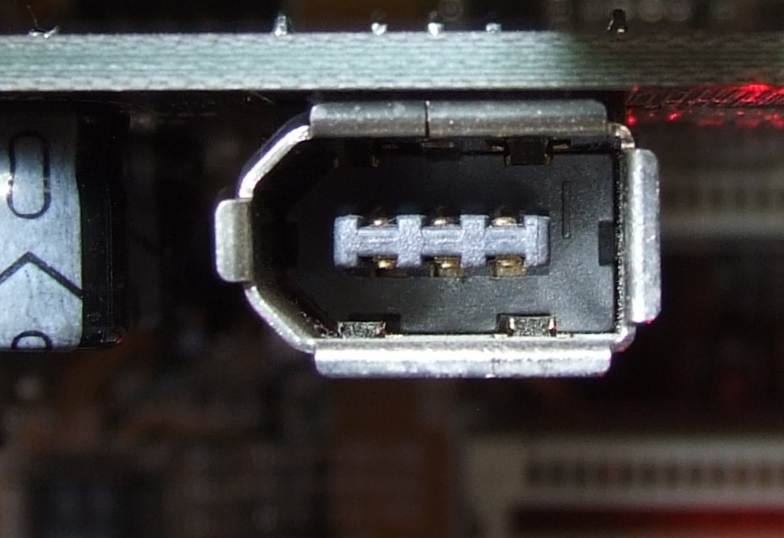
Firewire-kontakt

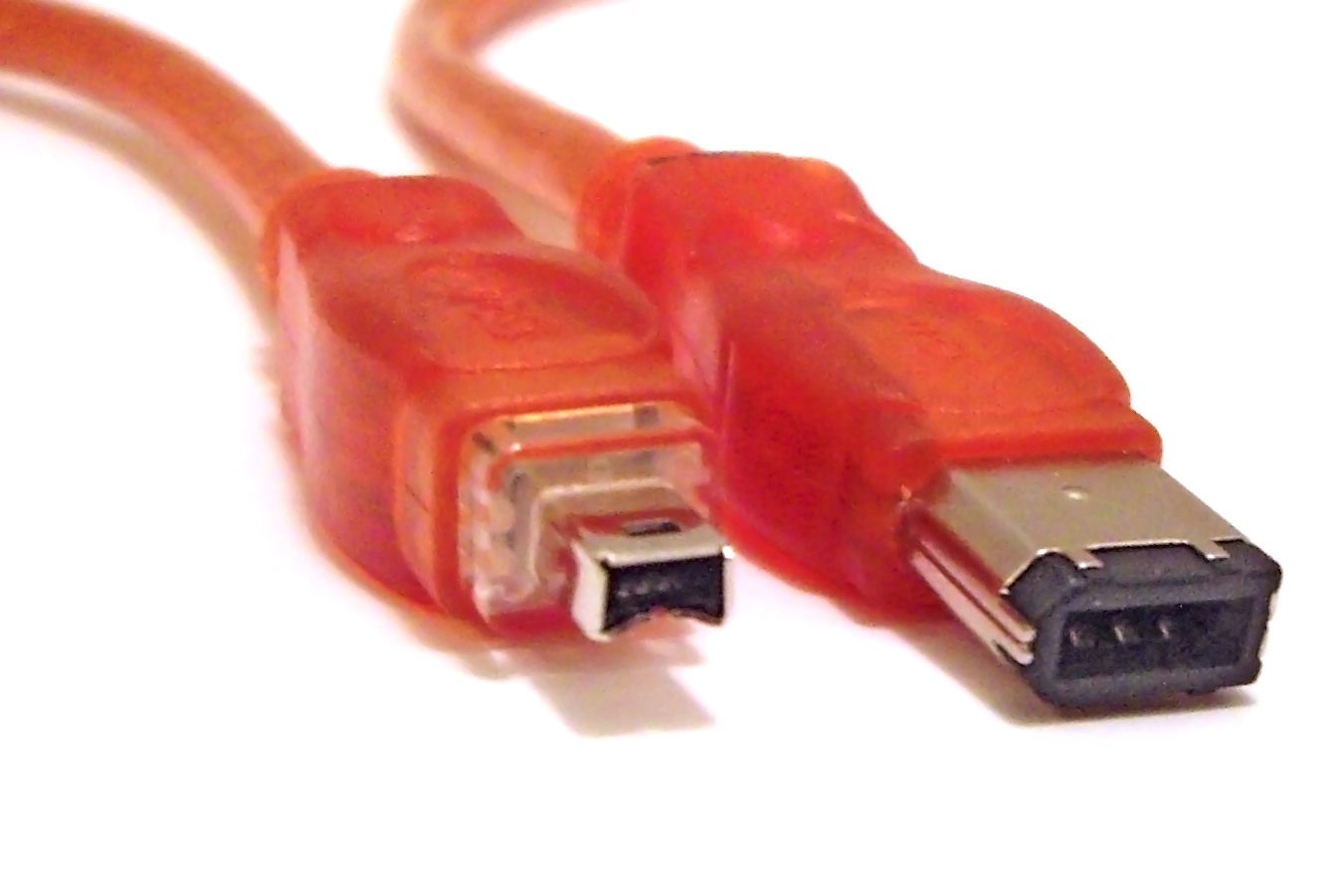
Firewire-kablar

Firewire är Apples namn på tekniken IEEE 1394 för seriell högkommunikationskoppling som används till och från datorutrustning, till exempel överföring av information från digitala videokameror. Tekniken utvecklades under ledning av Apple tillsammans med bland andra Texas Instruments, IBM och Sony. Andra benämningar på tekniken är i.LINK (av Sony) och DV (av Panasonic).
IEEE 1394 var ett tekniskt bättre alternativ till USB, men har blivit mindre utbrett eftersom hårdvarukostnaden är högre. Licensavgifter har angivits som en annan faktor som avskräckt tillverkare från tekniken. Den utgör emellertid endast 25 cent per hub, men ibland har det förekommit rykten om klart högre kostnader.
1999 började Apple sälja datorer med FireWire inbyggt. 2008 började Apple fasa ut tekniken. 2011 lanserade Apple en ny  höghastighetsöverföringsteknik vid namn Thunderbolt

## Användningsområden
- IEEE 1394 är ett alternativ till USB och återfinns hos datorer från bland andra Dell, Acer, LG Electronics, Sony, Fujitsu och Apple.
- IEEE 1394 har varit den vanligaste tekniken för kommunikation med digitala videokameror. Somliga digitala videokameror använder numera USB 2.0 i stället.
- IEEE 1394 ersätter ofta SCSI som gränssnitt för hårddiskar. Jämfört med SCSI är tekniken mer flexibel och billigare.
- High Definition Audio-Video Network Alliance (HANA) har gjort tekniken till standard för överföring av media och kontrollsignaler.
- Under namnet IDB 1394 används tekniken på bilar.
- Tekniken används på NASAs rymdfärja, och det amerikanska flygvapnets F-22 Raptor och F-35 Lightning II.

## Tekniken
IEEE 1394 utgör en isokron teknik med seriell databuss. Upp till 63 enheter kan anslutas i en trädliknande topologi. Peer-to-peer kommunikation kan förekomma på bussen, exempelvis mellan en bildläsare ("scanner") och en skrivare, utan att belasta värddatorns arbetsminne eller CPU. Tekniken stödjer flera värdar per buss, plug and play och hot swapping. I sin variant med sex trådar per kabel kan en värd mata en enhet med upp till 30 volt och 45 watt effektförsörjning.
Enheter på bussen identifierar sig med en IEEE EUI-64-adress, en utvidgning av MAC-adresserna som används på Ethernet. Därtill finns det välkända koder som definierar en enhets typ och vilka protokoll den stödjer.
Även om IEEE 1394 i sin långsammare tappning (400 Megabit per sekund) i teorin är långsammare än USB 2.0 (480 Megabit per sekund) är den oftast i praktiken snabbare, eftersom tekniken fungerar direkt mellan två enheter och inte måste kontrolleras av en CPU.

## Varianter

### Standarder
- IEEE 1394 (Firewire 400). Detta är ursprungsversionen. Tre överföringshastigheter stipulerades: 100, 200 och 400 Mbit/s (i själva verket är farterna 98.304, 196.608 och 393.216 Mbit/s). Dessa hastigheter kallas S100, S200 och S400. Kablar upp till 4,5 meter tillåts, men sträckan kan förlängas genom att man använder en hubb eller repeater. Total maxlängd är 72 meter.
- IEEE 1394a (Firewire 400). I denna uppgradering av standarden lades bland annat till stöd för den lilla fyra-stiftskontakten, som redan var en de facto standard, paketkonkatenering, sovläge och asynkron dataöverföring.
- IEEE 1394b (Firewire 800). Denna standard introducerades av Apple år 2003 och stödjer hastigheten S800 (786.432 Mbit/s), via en ny elektrisk kodning, kallad beta mode. Den är bakåtkompatibel med tidigare versioner, men använder en ny kontakt och nya kablar. Partvinnad kategori 5-kabel kan användas, med en maximal kabellängd på 100 meter (för hastigheten S100). Tvåspråkiga kablar kan användas för att ansluta äldre utrustning till de nya kontakterna. Standarden stödjer också optisk kommunikation. Specifikationen stödjer formellt hastigheter upp till 3200 Mbit/s
- S3200. I december 2007 tillkännagav 1394 Trade Association att produkter med hastigheten 3200 Mbit/s snart skulle börja lanseras. Mindre tillägg gjordes i standarden för att åstadkomma denna fart. Nio-pins kontakten skall användas som standard, och tekniken är bakåtkompatibel.
- IEEE 1394c-2006 (S800T). Denna specifikation publicerades i juni 2007 och inkluderade mindre uppdateringar till B-standarden, liksom stöd för automatisk förhandling (autonegotiation), så att samma RJ-45-kontakt kan stödja både IEEE 1394 och Ethernet. I teorin kan man därmed göra nätverksenheter som automatiskt växlar mellan kommunikationsformerna, men i december 2007 hade ännu inga sådana lanserats.

### Kontakter
Det finns fyra olika sorters Firewirekontakter:
- 4-pin, som finns på många bärbara datorer. Denna kontakt kan inte strömförsörja inkopplade enheter.
- 6-pin, som är vanligare på stationära datorer.  Denna kontakt kan strömförsörja inkopplade enheter.
- 9-pin. Denna kontakt används för Firewire 800 (se ovan).
- RJ-45. Denna kontakt som annars mest används för Ethernet kan också användas för IEEE 1394c.